# USS William P. Biddle (APA-8)
USS William P. Biddle (APA-8) – był amerykańskim transportowcem desantowym typu Heywood, który wziął udział w działaniach II wojny światowej. Odznaczony siedmioma battle star.
Stępkę jednostki położono pod nazwą SS War Surf w stoczni Bethlehem Shipbuilding Corp. w Alamedzie na podstawie kontraktu z rządem brytyjskim. W 1919 roku budowę jednostki ukończono pod nazwą SS Eclipse dla United States Shipping Board. Około 1929 roku został nabyty przez Baltimore Mail Steamship Co. Przebudowany w Federal Shipbuilding and Drydock Co. w Kearny i przemianowany na SS City of Hamburg. Nabyty przez Panama Pacific Lines w roku 1939 i przemianowany na SS City of San Francisco. Nabyty 13 listopada 1940 roku przez US Navy i umieszczony w tymczasowej służbie jako USS William P. Biddle (AP-15). Przebudowany na transportowiec w Moore Dry Dock Co. w Oakland. 3 lutego 1941 roku przeklasyfikowany na transportowiec desantowy (APA-8). 
W czasie II wojny światowej służył zarówno na europejskim jak i azjatyckim teatrze wojennym. Uczestniczył w walkach o Maroko i Algierię, lądowaniu na Sycylii, Tarawie, walkach na Wyspach Marshalla, ataku na Guam, lądowaniu w Leyte i Zatoce Lingayen.
Wycofany ze służby 9 kwietnia 1946 roku. Skreślony z listy jednostek floty 5 czerwca tego roku. Przekazany Maritime Commission 17 lipca 1946 roku. Umieszczony w rezerwie. Sprzedany na złom 26 marca 1957 roku.